# Anetia briarea
Anetia briarea är en fjärilsart som beskrevs av Pierre André Latreille och Jean Baptiste Godart 1819. Anetia briarea ingår i släktet Anetia och familjen praktfjärilar. IUCN kategoriserar arten globalt som nära hotad. Inga underarter finns listade i Catalogue of Life.

## Bildgalleri

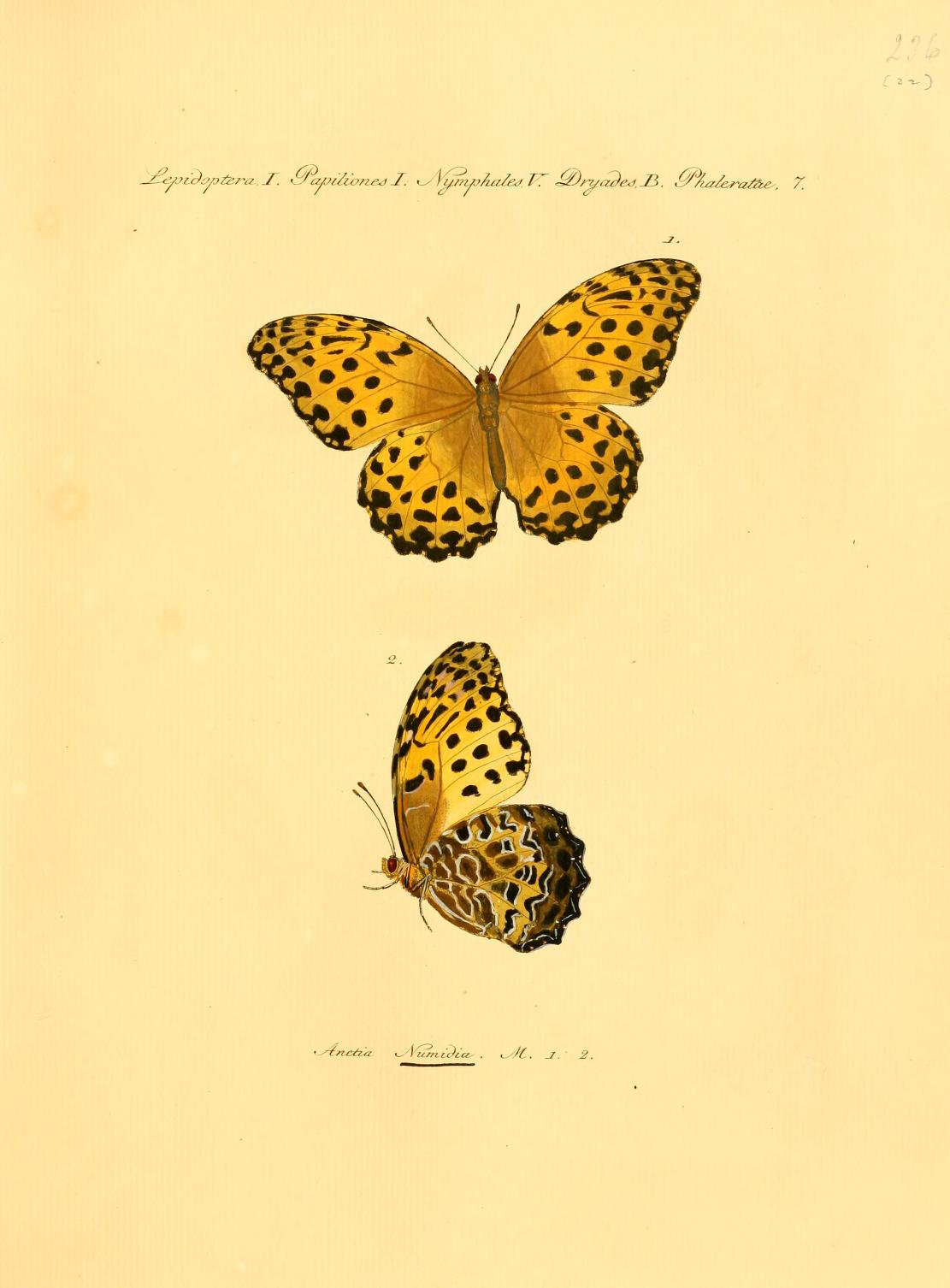
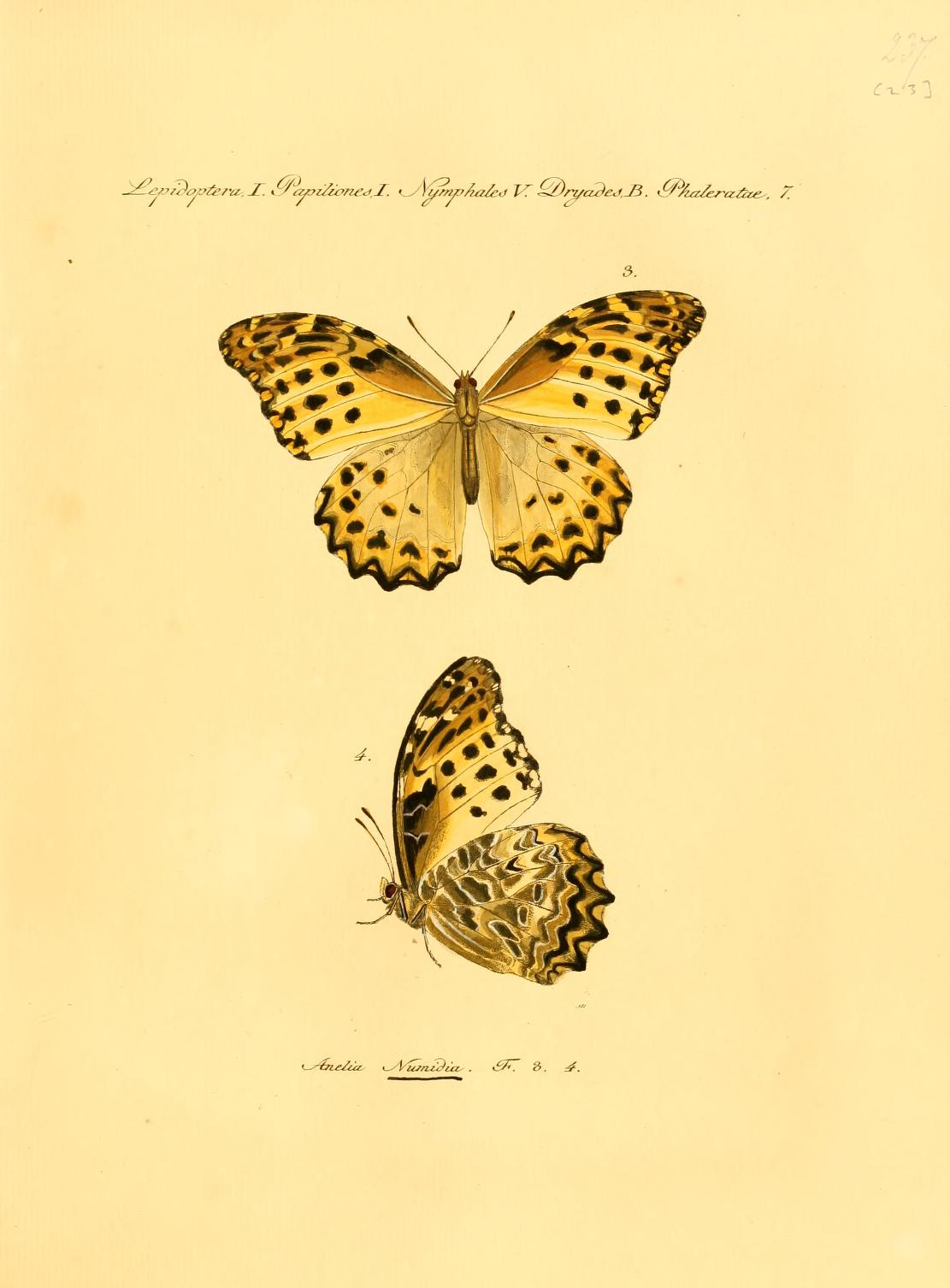